# Herpetogramma ochrotinctalis
Herpetogramma ochrotinctalis is een vlinder uit de familie van de grasmotten (Crambidae), uit de onderfamilie van de Spilomelinae. De wetenschappelijke naam van deze soort is voor het eerst gepubliceerd in 1982 door Hiroshi Inoue.
De soort komt voor in Japan.